# Els Rialbos
Els Rialbos, o les Rialbos, és un indret del terme municipal de la Torre de Cabdella, dins del seu terme primigeni, al Pallars Jussà.
Està situat al nord-est del poble de Cabdella, en el vessant nord-occidental de la Serra de la Mainera, a l'esquerra del Flamisell, dins de la petita vall del barranc de Puirola, al costat nord del barranc de Ricossanto i al sud-oest del Tossal de Perminyana.